# Festival de la Canción de San Remo 1964
El decimocuarto Festival de la Canción de San Remo se celebró en San Remo desde el 30 enero al 1º febrero de 1964.

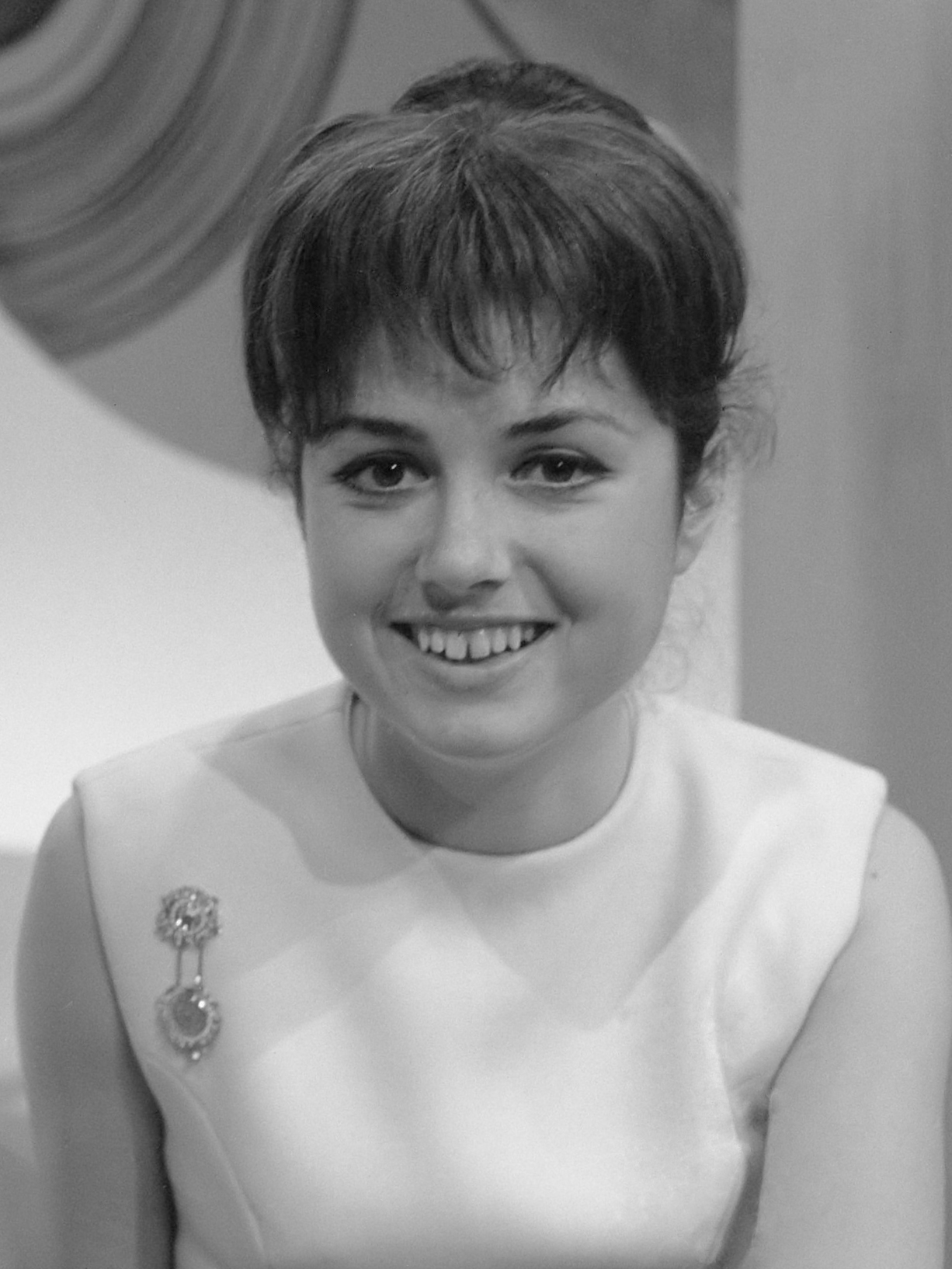
Gigliola Cinquetti, ganadora del Festival de la Canción de San Remo y del Festival de la Canción de Eurovisión en 1964, cuando apenas tenía 16 años.

Fue presentado por Mike Bongiorno, en su segunda conducción consecutiva, ayudado por Giuliana Lojodice.
La canción ganadora fue No tengo la edad (para amarte) cantada por Gigliola Cinquetti y Patricia Carli, que se convertirá en un éxito internacional, venciendo también el Eurofestival.
La novedad de la edición fue la apertura a exhibiciones de cantantes extranjeros y los resultados no se hicieron esperar, dado que todas las doce canciones finalistas entraron poderosamente en el hit parade e incluso Y si mañana, excluida de la final, se convirtió en un éxito de ventas gracias a la interpretación de Mina. Dos canciones tuvieron suceso también fuera de Italia: No tengo la edad (Para amarte) cantada de las novatas Gigliola Cinquetti y Patricia Carli, destinada a vencer también el Festival de la Canción de Eurovisión y a sobrepasar los 10 millones de copias de discos en el mundo, y Una lágrima sobre el rostro de Bobby Solo y Frankie Laine, que vendió solo en Italia un millón y medio de copias en dos meses. Respecto a la exhibición de Bobby Solo, causó sensación su performance en playback en ocasión de la final, a causa de un molesto mal de garganta que le impidió de cantarla en vivo. La canción fue excluida de las votaciones, sin embargo en forma diferente del caso precedente de Claudio Villa, el productor discográfico Enzo Micocci logró evitar el escenario vacío y obtuvo la posibilidad que el cantante mimase con la boca la canción.
Las canciones volvieron a ser 24, de las cuales solo hubo 12 finalistas y también el ejecutor cambió en cada canción, elegido por el autor y la casa discográfica. Fue decidido, además de proclamar una sola canción ganadora, dejar todas las otras con mérito parejo. El jurado en sala fue abolido sustituyéndolo con 20 jurados esparcidos por toda Italia, constituidos cada uno de 15 personas de edades en el 50% superior e inferior a 25 años.
La final de esta edición del Festival fue repetido por Rai 1 el 21 de marzo de 2012 en franja nocturna.

## Clasificación, canciones y cantantes
1. No tengo la edad (Para amarte) (Mario Panzeri - Nicola Salerno - Gene Colonnello) Gigliola Cinquetti - Patricia Carli = 2.235.147 votos

- Que me importa a mí (Domenico Modugno) Domenico Modugno - Frankie Laine
- Como podría olvidarte (letra de Vito Pallavicini;  música de Ezio Leoni) Tony Dallara - Ben Y. King
- Ayer he encontrado mi madre (Gino Paoli) Gino Paoli - Antonio Prieto
- La primera que encuentro (letra de Vito Pallavicini;  música de Gorni Kramer) Fabrizio Ferretti - Gil Fields y The Fraternity Brothers
- Motivo de amor (Pino Donaggio) Pino Donaggio - Frankie Avalon
- Cada vez (Carlo Rossi y Roby Ferrante) Roby Ferrante - Paul Anka
- Cuando verás a mi chica (Carlo Rossi y Enrico Ciacci) Little Tony - Gene Pitney
- El sábado por la noche (Bruno Pallesi - Walter Malgoni) Bruno Filippini - Gil Fields y The Fraternity Brothers
- Esta noche no no no (Vito Pallavicini - Evasio Roncarati) Remo Germani - Nino Tempo y April Stevens
- Un beso pequeñísimo (Giovanni Omati - Gino Mescoli) Robertino - Bobby Rydell
- Una lágrima sobre el rostro (Mogol - Bobby Solo) Bobby Solo - Frankie Laine

### No finalistas
- Tan feliz (Giorgio Gaber) Giorgio Gaber - Patricia Carli
- Y si mañana (Giorgio Calabrese - Carlo Alberto Rossi) Fausto Cigliano - Gene Pitney
- Las sonrisas de noche (Mogol - Alberto Testa - Tony Renis) Tony Renis - Frankie Avalon
- En el invierno qué haces? (Nicola Salerno - Gene Colonnello) Piero Focaccia - Bobby Rydell
- El último tranvía (Giorgio Calabrese - Eros Sciorilli) Milva - Frida Boccara
- Medianoche (Carlo Rossi - Angelo Rotunno) Cocky Mazzetti - Los Hermanos Rigual
- Paso sobre paso (Franco Migliacci - Umberto Bindi) Claudio Villa - Peggy March
- Pequeño pequeño (Antonio Amurri - Lelio Luttazzi) Emilio Pericoli - Peter Kraus
- Sol, pizza y amor (Tata Giacobetti - Virgilio Savona) Aurelio Fierro - Marina Moran
- Sol sol (Laura Zanin - Arturo Casadei) Laura Villa - Los Hermanos Rigual
- Tú lloras por nada (letra de Vito Pallavicini; música de Piero Soffici) Lilly Bonato - Richard Moser jr.
- Veinte kilómetros al día (Mogol - Pino Massara) Nicola Arigliano - Peter Kraus

## Orquesta
Orquesta dirigida por los maestros: Eduardo Alfieri, Raphael Bark, Pino Calvi, Franco Cassano, Enzo Ceragioli, Nello Ciangherotti, Gigi Cichellero, Luis Bacalov, Gianni Fallabrino, Gianfranco Intra, Gorni Kramer, Ezio Leoni, Enzo Leuzzi, Giulio Líbano, Gianni Marchetti, Giordano Bruno Martelli, Gino Mescoli, Gianfranco Monaldi, Ennio Morricone, Iller Pattacini, Enrico Simonetti, Francesco Tomassini, Lorenz Wiffin.

## Organización
ATA

## Dirección artística
Gianni Ravera